# Lasioglossum subfulvicorne
Lasioglossum subfulvicorne là một loài Hymenoptera trong họ Halictidae. Loài này được Blüthgen mô tả khoa học năm 1934.